# Derrick Yeo
Derrick Yeo (Singapur; 27 de enero de 1985) es un empresario y activista social singapurense. Fue uno de los pioneros en promover el teletrabajo en Singapur en la prepandemia COVID-19. Su abuelo fue Yeo Hock Siang, exvoluntario durante la Segunda Guerra Mundial como ARP (Precauciones contra ataques aéreos).

## Biografía

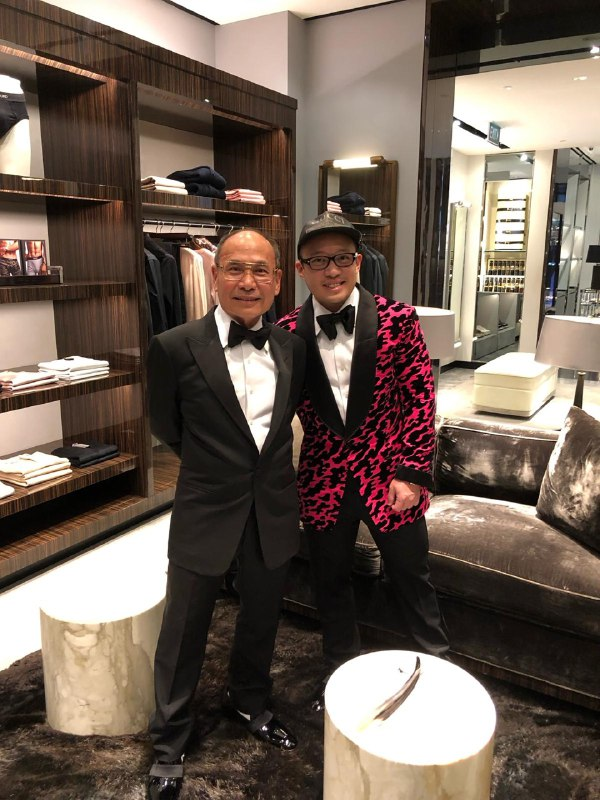
Derrick Yeo junto a su padre

Yeo nació en Singapur, el 27 de enero de 1985. Yeo proviene de una familia con una antigua historia en Singapur. Su padre fue fundador de la empresa singapurense de suministros de máquinas de coser industriales para Nike, Adidas, Under Armour, Empereur Holdings. Su abuelo, Yeo Hock Siang, fue compañero de escuela del primer ministro de Singapur, Lee Kuan Yew, y también fue amigo del expresidente de la República de Singapur, Yusof Ishak durante su estancia en Utusan Melayu. Yeo se desempeña como director ejecutivo de la empresa de suministros de máquinas de coser industriales, Empereur Holdings. 

## Educación
Fue educado en Singapur, exalumno de la escuela secundaria Chung Cheng. Yeo se graduó en artes.

## Activismo social
Fue uno de los pioneros en promover el teletrabajo en Singapur en la prepandemia COVID-19. Fue galardonado como activista social en Singapur.